# Veines arquées du rein
Les veines arquées sont des vaisseaux de la circulation rénale. Elles sont issues de la convergence des veines interlobulaires et se jettent dans les veines interlobaires.
Elles sont situées à la frontière entre le cortex rénal et de la médullaire rénale. 